# Samuel Dickinson Hubbard
Samuel Dickinson Hubbard (Middletown, 10 agosto 1799 – Middletown, 8 ottobre 1855) è stato un politico statunitense.

## Biografia
Fu il quindicesimo direttore generale delle poste degli Stati Uniti durante la presidenza di Millard Fillmore (13º presidente).
Nato nello stato del Connecticut, svolse studi classici al Yale College terminandoli nel 1819. Praticò legge, entrando poi in politica e venendo eletto più volte come sostenitore del partito dei Whig. Alla sua morte il corpo venne sepolto insieme a quello della moglie Jane Miles Hubbard, nell'Indian Hill Cemetery a Middletown.
| Controllo di autorità | VIAF (EN) 49124946 · ISNI (EN) 0000 0000 5465 8300 · LCCN (EN) nr96014415 · GND (DE) 120045118X |